# Serie del Corpus
La serie del Corpus Christi consta de 15 cuadros apaisados. Se considera anónima, aunque para algunos historiadores el autor de esta serie podría ser Basilio Santa Cruz Puma Callao o Diego Quispe Tito. Estos lienzos fueron encargados por el Obispo Mollinedo para la iglesia de indios de Santa Ana en Cuzco (Perú). Estuvo financiada por nobles incas quienes están representados con todas sus dignidades, en algunos cuadros como donantes.
En la serie se puede apreciar el sincretismo a través de elementos tales como la custodia y el sol radiante, vemos también altares y arcosá efímeros. La importancia de esta serie, esta en que ésta no es sólo un documento artístico sino también histórico. Esta serie se encuentra actualmente en su mayoría en el Palacio Arzobispal de Cuzco.
Carolyn Dean afirma que si bien éstos lienzos afirman mostrar aspectos de una única procesión en forma de serie, las inconsistencias internas contradicen dicho intento. Por tanto, La Dra. Dean identifica cada uno de los lienzos por su tema principal:
- La última cena

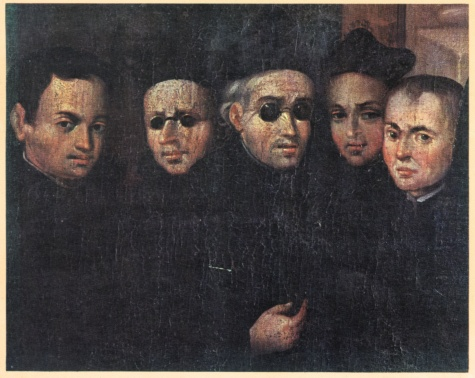
Grupo de religiosos jesuitas observando procesión (Detalle).

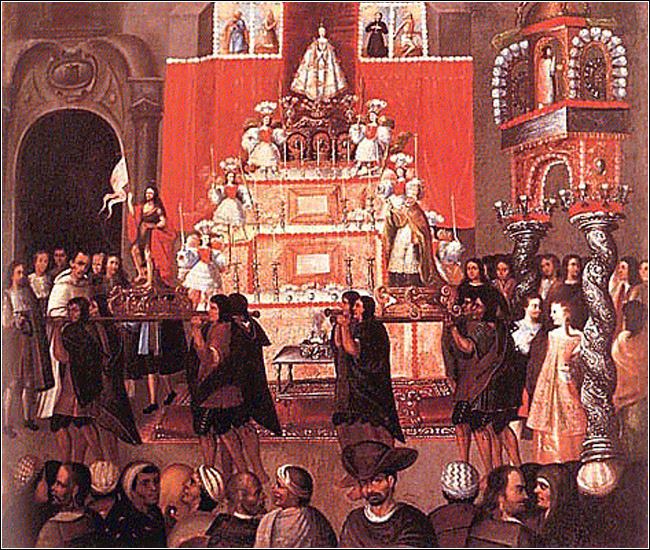
Procesión de cofradías incas de San Juan Bautista y San Pedro.

- Las Cofradías de cuatro santos, dos jesuitas y uno no identificado
- Las Cofradías de San Juan Bautista y San Pedro
- Las Cofradías de Santa Rosa y "La Linda", una advocación cuzqueña de María
- La Parroquia de San Sebastián
- La Parroquia de San Blas
- La Parroquia del Hospital de los Naturales
- La Parroquia de Santiago
- Los Frailes mercedarios
- Los Frailes agustinos
- Los Frailes franciscanos
- Los Frailes dominicos
- El corregidor general, don Alonso Pérez de Guzmán, portando el estandarte del Santísimo Sacramento
- El obispo Mollinedo dejando la Catedral
- El final de la procesión, que muestra al obispo Mollinedo, seis parroquias indígenas con las estatuas de sus patronos, y la guardia de un corregidor andino